# Medizinersprache
Unter Medizinersprache (auch Medizinerdeutsch, Arztsprache oder Fachsprache Medizin) versteht man die im Medizinbereich gebräuchliche  Sprachgebung. Es handelt sich um eine Sondersprache oder Berufssprache. Als solche ist sie der Juristen-, Theologen-, Psychologen-, Pädagogen-, Soldaten-, Techniker- oder Pilotensprache vergleichbar. Sie hat sich historisch entwickelt und reicht über verschiedene Sprachebenen und Anwendungsbereiche.  Die Ausdifferenzierung in eine Vielzahl von Fachdisziplinen brachte eine erhebliche Ausweitung des Vokabulars mit sich.

## Sprachebenen

### Kauderwelsch
Als Kauderwelsch bezeichnet man eine Sprachgebung, die verschiedene fremdsprachliche Elemente zu einem schwer verständlichen Deutsch miteinander vermischt. Es kann sich dabei um die Ausdrucksweise eines bestimmten Fachjargon, aber auch um Stilblüten oder einfach um sprachlichen Schwulst handeln:
In der Internet-Präsentation der Urologischen Abteilung des Klinikum rechts der Isar der Technischen Universität München finden sich als Hinweis zur Nachuntersuchung bei der Therapie von Hodentumoren folgende Sprachkonstruktionen: „Dies erfordert eine hohe Compliance des Patienten und ist mit einigem Risiko im Sinne einer Therapieeskalation bedacht. Möglich ist es, ein risikoadaptiertes Überwachen nach einigen Kriterien des Grundtumors (Gefäßeinbrüche, Embryonalzellkarzinomanteil) durchzuführen. Weiterhin ist es auch möglich, statt der Operation primär zwei Zyklen einer Thermotherapie zu applizieren. Nachteil ist hier die durch die Chemotherapie bedingte Toxizität bei Fertilitätsstörung unklaren Ausmaßes.“ Anschließend ist von einer „Operation  im Sinne einer ejakulationsproduktiven retroperitonealen Lymphadenektomie“ die Rede.
Die Sprachstufe des Kauderwelsch kennzeichnet sich hier durch eine Wort- und Satzbildung aus deutschen, englischen, lateinischen und griechischen Sprachanteilen, die teilweise auch adjektivisch, adverbial und verbial umgestaltet bzw. in Komposita verarbeitet werden. Bei einer Sprachanalyse im Deutschunterricht der gymnasialen Oberstufe in Recklinghausen charakterisierte eine Arbeitsgruppe diese Art der Sprachgebung in ihrer „Sprach-Diagnose“ als „linguistisch obskures Kompilieren und  kryptomanes Kopulieren quasipräziser Kommunikationselemente mit dem Verdacht bzw. Odium einer prätentiösen Exklusivitätsambition und in toto dem Resultat einer patientenaversen Kooperationspossibilität“.

### Umgangssprache
Unter Umgangssprache versteht man die im täglichen Gebrauch verwendete Alltagssprache. Sie stellt einen umfangreichen Wortschatz relativ präziser deutschsprachiger Ausdrucksformen bereit. Der Mediziner bedient sich ihrer vor allem im Gespräch mit Patienten über Fragen der medizinischen Heilbehandlung und Themen seines Fachgebiets, für das sich die Fachsprache in der Regel nicht eignet. Wie viel Fachvokabular dabei einfließen kann, wird letztlich von der Sprachkompetenz und Vertrautheit des Patienten mit seinem Leiden und der Notwendigkeit genauerer Auskünfte abhängen.
Im Unterschied zu der für den wissenschaftlichen Bereich unerlässlichen Fachsprache verfügt die medizinische Umgangssprache über einen breiten allgemeinverständlichen Wortschatz. Der Großteil der im medizinischen Alltag erforderlichen Kommunikation lässt sich ohne jeden Bedeutungsverlust über diesen Wortschatz abwickeln. Er dient vor allem dem Gespräch mit dem weniger fachkundigen Patienten und seiner Einbindung in die medizinische Behandlung.
Zunächst steht der Medizinersprache dazu ein rein deutschsprachiger Wortschatz zur Verfügung. Er reicht von umgangssprachlichen Berufsbezeichnungen wie „Hautarzt“, „Augenarzt“ oder „Zahnarzt“  (der kein „Dentist“ mehr ist) über institutionelle Ausdrücke wie „Krankenhaus“, „Krankenschwester“ oder „Arzthelferin“ über Körperteilbenennungen wie „Schlüsselbein“, „Weisheitszahn“ oder „Rippenfell“  bis zu medizinischen Maßnahmen wie „Abhorchen“ oder „Röntgenbestrahlung“ und Krankheiten wie „Mandelentzündung“, „Lungenentzündung“, „Knochenhautentzündung“, „Windpocken“, „Zuckerkrankheit“ oder „Krebsgeschwulst“.
Statt mit Fremdwörtern wie „Compliance“ des Patienten kann auch von seiner „Mitarbeit“, statt von „Toxizität“ auch von „Giftigkeit“, statt von „applizieren“ auch von „verabreichen“ gesprochen werden. Der „Ophthalmologe“  verliert als „Augenarzt“, der „Dermatologe“ als „Hautarzt“, die „Gynäkologie“ als „Frauenheilkunde“ etwas an Exklusivität, aber nicht an medizinischer Bedeutung. Der Begriff „Klimakterium“ ist auch als „Wechseljahre“, „nodulär“ als „knötchenförmig“, „maligne“ als „bösartig“ vermittelbar. „Varizellen“ werden als „Windpocken“ von jedem verstanden. Eine „Pneumonie“ lässt sich dem Patienten auch als „Lungenentzündung“, eine „Obstipation“ auch als „Verstopfung“, eine „Osteoporose“ auch als „Knochenschwund“ ohne Sinnabstriche nahebringen. Auch umgangssprachlich lässt sich zwischen einer „Distorsion“ als „Verdrehung“, einer „Kontusion“ als „Prellung“ und einer „Luxation“ als „Verrenkung“ unterscheiden. Die „Medizin“ versteht sich außerdem grundsätzlich auch als „Heilkunde“, die „Prävention“  als „Gesundheitsvorsorge“ oder die „Therapie“ als „Heilungsmaßnahme“. Der „Patient“ ist ein „Kranker“ und an seiner Krankheit „Leidender“. „Procedere“ heißt auf Deutsch „weiteres Vorgehen“.
Der Arzt und Kabarettist Eckart von Hirschhausen kolportiert in seinem „Arzt-Deutsch-Lexikon“ die oft hochtrabende Medizinersprache, deren Fachvokabular er in einem „Grundkurs Arztsprache“ in teils sehr banale Alltagsausdrücke überträgt, wobei allerdings eher der Wunsch nach Kalauern als nach seriösen Übersetzungen die Feder führt.

### Fachsprache
Historisch bedingt, enthält die medizinische Fachsprache bzw. medizinische Terminologie bis heute zahlreiche fremdsprachliche Ausdrücke aus der antiken oder arabischen Medizin. Vor allem die Fachrichtung der Anatomie stützt sich seit dem 16. Jahrhundert stark auf ein durch das Latein und ein latinisiertes Griechisch geprägtes Vokabular. Die Fachsprache ist in weiten Teilen nicht allgemeinverständlich, weil sie ein hinter dem Wortschatz stehendes Fachwissen voraussetzt. Sie ist auf exakte Formulierungen angewiesen und ausgelegt. Die Anatomie besitzt als einziger medizinischer Teilbereich eine auf festen Regeln beruhende, differenzierte Nomenklatur, um im wissenschaftlichen Bereich Körperteile, Regionen und Lagebeziehungen unmissverständlich lokalisieren und kommunizieren zu können. Auf der Basis der Fachsprache ist ein wissenschaftlicher Erfahrungsaustausch möglich. Für die Alltagspraxis des Arztes und die Patientenkommunikation ist sie jedoch nur sehr bedingt tauglich.

## Abwertende Begriffe
- „Arztmuffel“ bezeichnet einen Patienten, der aus unterschiedlichen Gründen Arztkontakte, vor allem medizinische Vorsorgeuntersuchungen sowie nicht unumgängliche Behandlungen, meidet.
- „Herumdoktern“ bedeutet ein wenig zielgerichtetes, nach dem Prinzip „Versuch-und-Irrtum“ vorgehendes Verfahren einer medizinischen Behandlung. Der Begriff findet im übertragenen Sinne auch in anderen Lebensbereichen, etwa in der Technik, Verwendung.
- „Mediziner-Slang“ wird verwendet für die Sprachfassung von Medizinerdeutsch, die sich durch Unverständlichkeit für Außenstehende oder durch eine ungepflegte Wortwahl kennzeichnet. Die Slang-Sprache kommt in der Regel nur im internen Medizinbetrieb zur Geltung.
- „Zahnklempner“ kann einen nicht gerade zartfühlend mit seinen Patienten umgehenden oder auch wenig kompetenten Zahnarzt bezeichnen.

## Patientensprüche
- Mein Arzt ist ganz hervorragend: -- Er benutzt so viele Fremdwörter, und die gehen ihm so leicht von der Zunge.
- Die Diagnose ist nicht so wichtig. Es braucht vor allem einen guten Fachbegriff.
- „Grüß Gott“, sagte der Anästhesist, als er dem Patienten die Narkose verabreichte.
- Das Auskurieren eines Schnupfens dauert mit ärztlicher Hilfe 14 Tage und ohne diese zwei Wochen.

## Sprachkritik

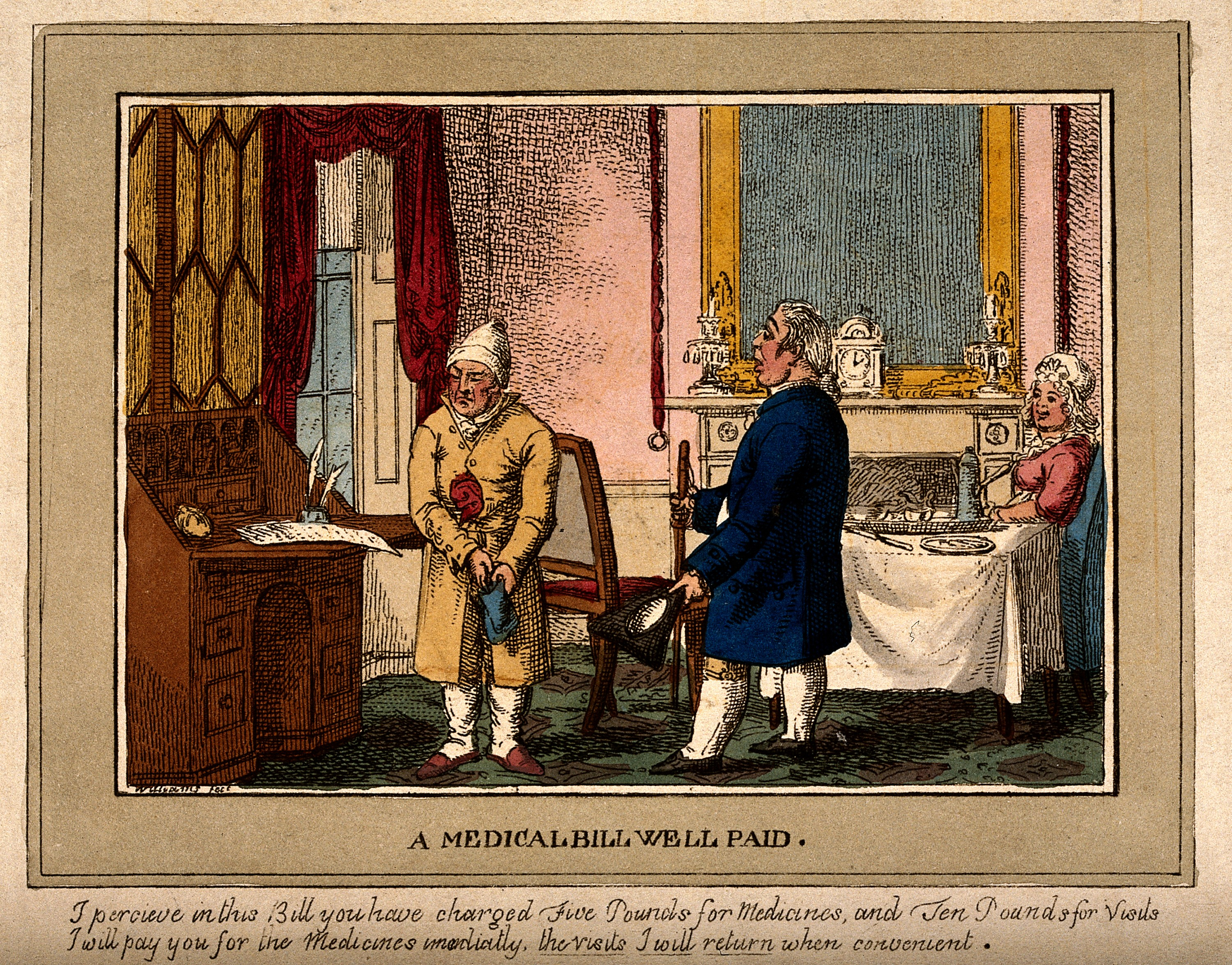
Arzt und Patient: Sprachliches Missverständnis (Karikatur London 1823)

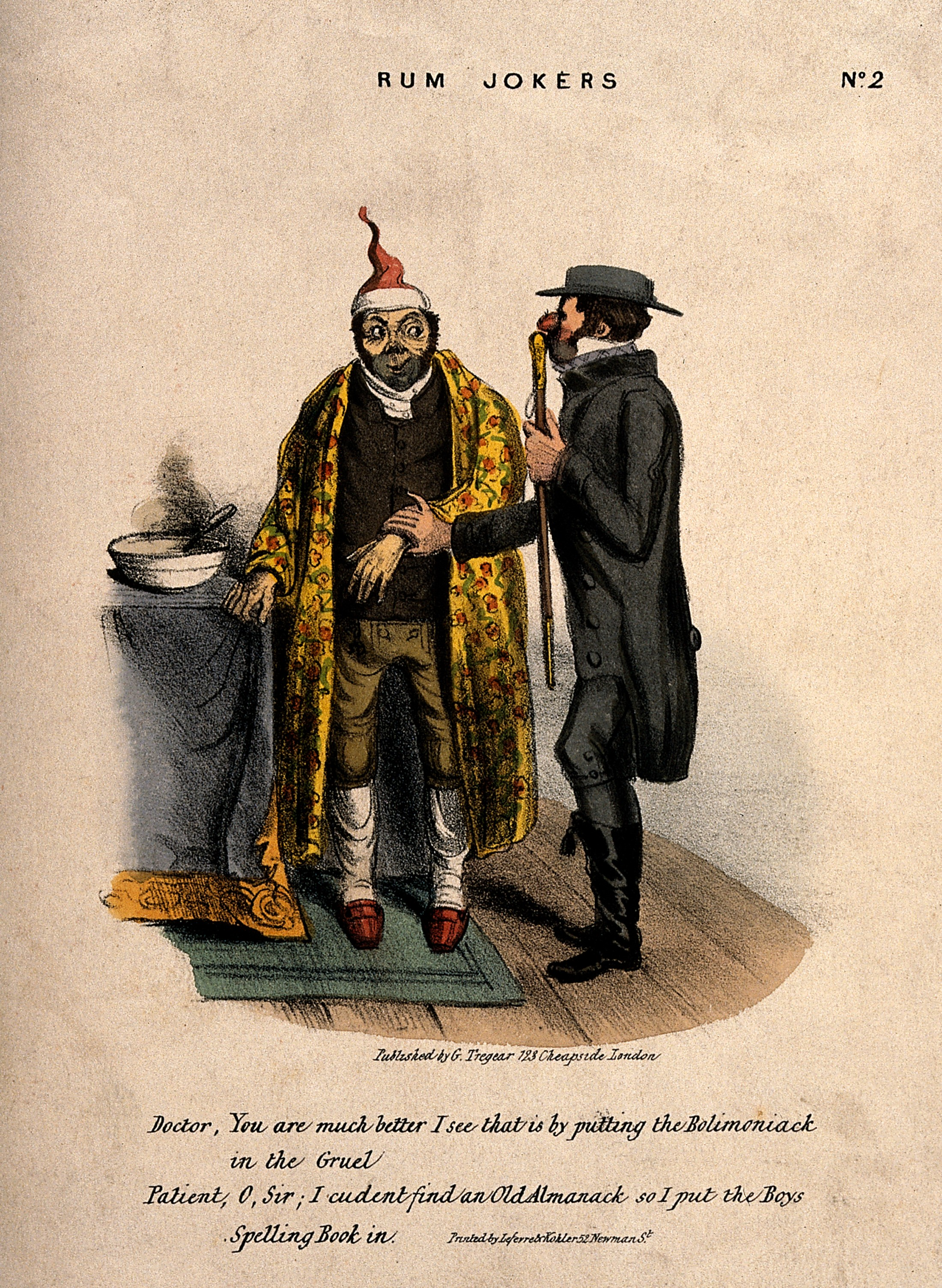
Missverständnis zwischen Arzt und Patient (Kolorierte Lithographie. London Wellcome-Bibliothek)

In der Alltagsmedizin wird häufig kritisiert, dass es vielen Ärzten schwerfällt, die in Terminologieseminaren erlernte Sprache bzw. den Mediziner-Slang oder Bildungsjargon in ein für die Patienten verständliches Deutsch zu übersetzen, wie es auch von Lehrern, Juristen, Psychologen oder Technikern in ihren Bereichen erwartet wird. Der kompetente Arzt hat es nicht nötig, sich mit unverständlichem Fachvokabular zu profilieren oder sein Tun dahinter zu verbergen. Er überzeugt mit einer auch sprachlich verständlichen Offenlegung seines Erkenntnisgewinns und Handelns den Patienten und schafft damit eine für die Heilungsprozesse notwendige Vertrauensbasis und Zusammenarbeit auf Augenhöhe.
Die Gründe für das Vermeiden einer patientengerechten Sprache sind vielfältig. Sie reichen von der Unfähigkeit, ein angelerntes Fachvokabular in die Standardsprache zu übersetzen über den Wunsch nach Abgrenzung bis zu ärztlichen Eitelkeiten der Selbstdarstellung und dem Bedürfnis, sich hinter Begriffen zu verstecken. Kommunikationsstörungen erschweren jedoch das erforderliche Mitdenken und die Mitarbeit des Patienten und gefährden damit letztlich auch den Therapieerfolg. War die traditionelle Patient-Arzt-Beziehung von einem asymmetrischen, sogenannten „paternalistischen“ Verhältnis gekennzeichnet, so setzt die zeitgemäße Medizin auf den mündigen Patienten und eine symmetrische, partnerschaftliche Beziehung, die an der Autonomie des Patienten orientiert ist. Es wird ärztlicherseits häufig übersehen, dass die oft beklagte unzureichende „Therapietreue“ (weniger als 50 %), die sogenannte „Non-Compliance“, wesentlich mit der mangelhaften Überzeugungskraft des Arztes auf der verbalen Kommunikationsebene zusammenhängt und eine bloß autoritätsgetragene Verordnung, wie sie nach R.M. Epstein  noch ein erheblicher Teil der Ärzte (43 %) praktiziert, meist nicht ausreicht. Patient wie Arzt haben ihren ureigenen Kompetenzbeitrag zu leisten. Insofern wird die angemessene Sprachfindung als ein wesentliches Kennzeichen für einen guten Arzt gesehen.
In neuerer Zeit gibt es neben den alten Forderungen nach einer Verbesserung der Kommunikationsfähigkeit der angehenden Ärzte bereits in der Medizinerausbildung auch entsprechende Curricula und Lehrbücher.